# ۳۸۰ (قمری)
۳۸۰ قمری، سیصد و هشتادمین سال در تقویم هجری قمری.

## درگذشتگان
- ذیحجه، یعقوب ابن کلس، وزیر مصری فاطمیان و یهودی که مسلمان شد.